# لایوش دونایی
لایوش دونایی (مجاری: Lajos Dunai; ۲۹ نوامبر ۱۹۴۲ – ۱۸ دسامبر ۲۰۰۰) بازیکن فوتبال اهل مجارستان بود.
از باشگاه‌هایی که در آن بازی کرده‌است می‌توان به باشگاه فوتبال ام‌تی‌کی بوداپست اشاره کرد.
وی به‌همراه تیم ملی فوتبال مجارستان در بازی‌های المپیک تابستانی ۱۹۶۸ به مقام قهرمانی دست پیدا کرده‌است.